# Dániai Marija Fjodorovna orosz cárné
Marija Fjodorovna orosz cárné, leánykori nevén Dagmar dán királyi hercegnő (dánul: Dagmar af Danmark, oroszul: императрица Mapия Фёдopoвна, teljes nevén Marie Sophie Frederikke Dagmar; Koppenhága, 1847. november 26. – Klampenborg, 1928. október 13.) a Glücksburg-házból származó schleswig–holstein–sonderburg–glücksburgi és dán királyi hercegnő, III. Sándor orosz cár feleségeként 1881–1894 között Oroszország cárnéja.
IX. Keresztély dán király negyedik gyermekeként született. 1864-ben lett Nyikolaj Alekszandrovics orosz trónörökös jegyese, ám a férfi korai halála miatt végül annak öccsével lépett frigyre 1866 novemberében. Sándor cárral való közel huszonnyolc éves házasságából összesen hat gyermeke született, akik közül öten érték meg a felnőttkort, másodszülött fia, Alekszandr nagyherceg ugyanis első születésnapja előtt betegség következtében elhunyt. Marija Fjodorovna legidősebb fia volt a későbbi II. Miklós, az Orosz Birodalom utolsó cárja, akit családjával együtt a bolsevikok 1918-ban kivégeztek. Az 1917-es októberi forradalom után szülőhazájába vonult vissza. Itt érte a halál nyolcvan esztendős korában, 1928. október 13-án. 2006-ban maradványait végakarata szerint átszállították szeretett férje mellé a szentpétervári Péter-Pál-székesegyházba.

## Származása

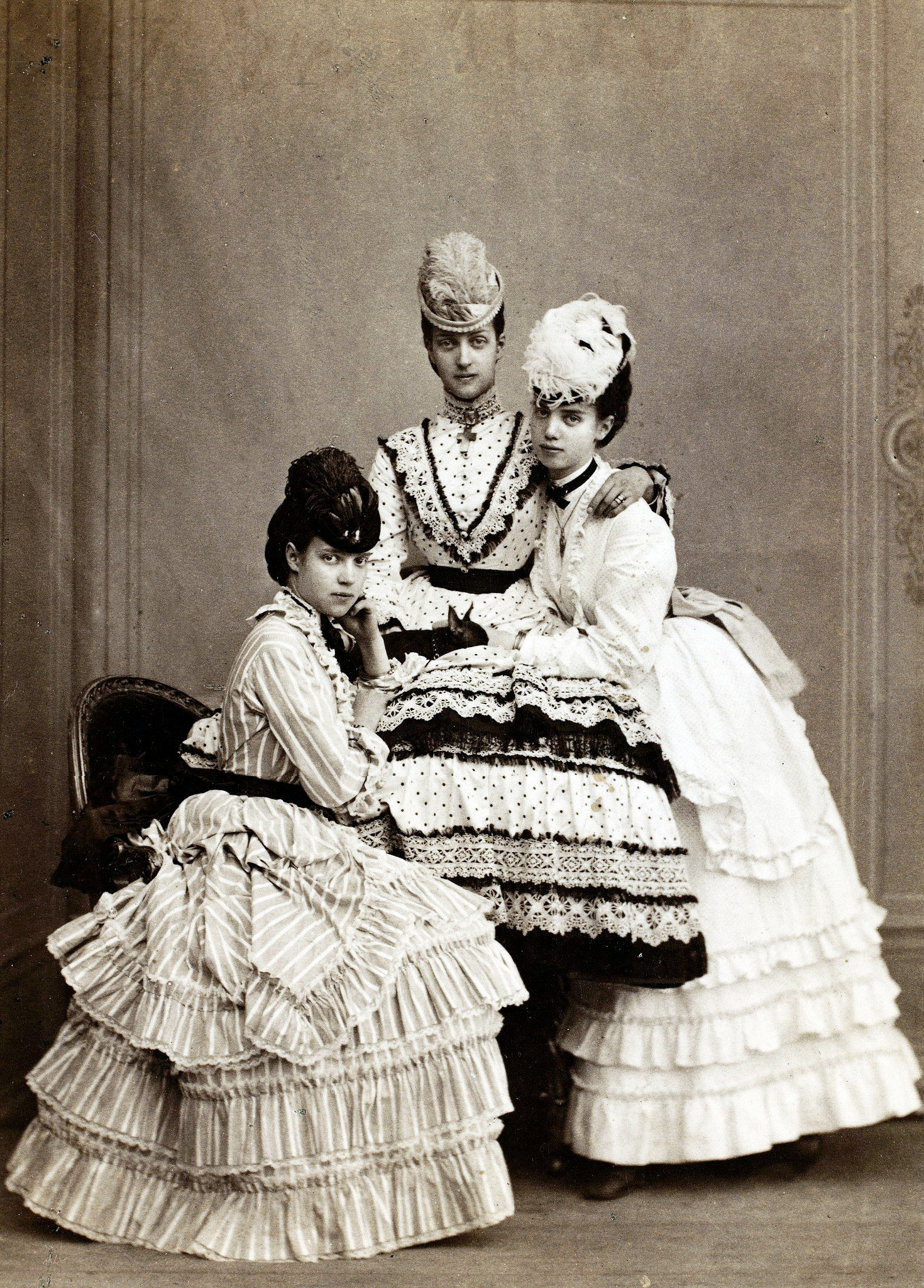
Marija Fjodorovna nagyhercegnéként (balra) leánytestvérei, Alexandra brit királyné (középen) és Tíra hannoveri királyi hercegné (jobbra) társaságában

Mária Zsófia Friderika Dagmar hercegnő 1847. november 26-án született a Dán Királyság fővárosában, Koppenhágában, a dán uralkodó dinasztia, az Oldenburg-ház egyik oldalágának, a Glücksburg-háznak tagjaként. Mivel Dagmar születésekor apja még csak trónörökös sem volt, így a schleswig–holstein–sonderburg–glücksburgi hercegnői ranggal bírt, majd csak apja királlyá koronázásával illette meg őt a dán királyi hercegnői titulus. Édesapja, a későbbi IX. Keresztély király Frigyes Vilmos schleswig–holstein–sonderburg–glücksburgi herceg és Lujza Karolina hessen–kasseli hercegnő negyedik fia volt. Anyai nagyanyai dédapja V. Frigyes dán király, míg anyai nagyapai dédanyja Hannoveri Mária brit királyi hercegnő (II. György brit király leánya) volt. Dagmar édesanyja a Hesseni-házból származó Lujza hercegnő, aki Vilmos hessen–kasseli tartománygróf és Dániai Sarolta (szintén V. Frigyes dán király unokájának) gyermeke volt. Lujza egyben VIII. Keresztély dán király unokahúga is volt.
A hercegnő volt szülei negyedik gyermeke. Összesen öt testvére volt, két leány és három fiú. Mivel apja olyan jól házasította ki gyermekeit, így az „Európa apósa” ragadványnéven illetik. Testvére között van a későbbi VIII. Frigyes dán király, Alexandra brit királyné, a későbbi I. György görög király, Tíra hannoveri királyi hercegné, valamint Valdemár dán királyi herceg.

## Kétszeri eljegyzés és házasság

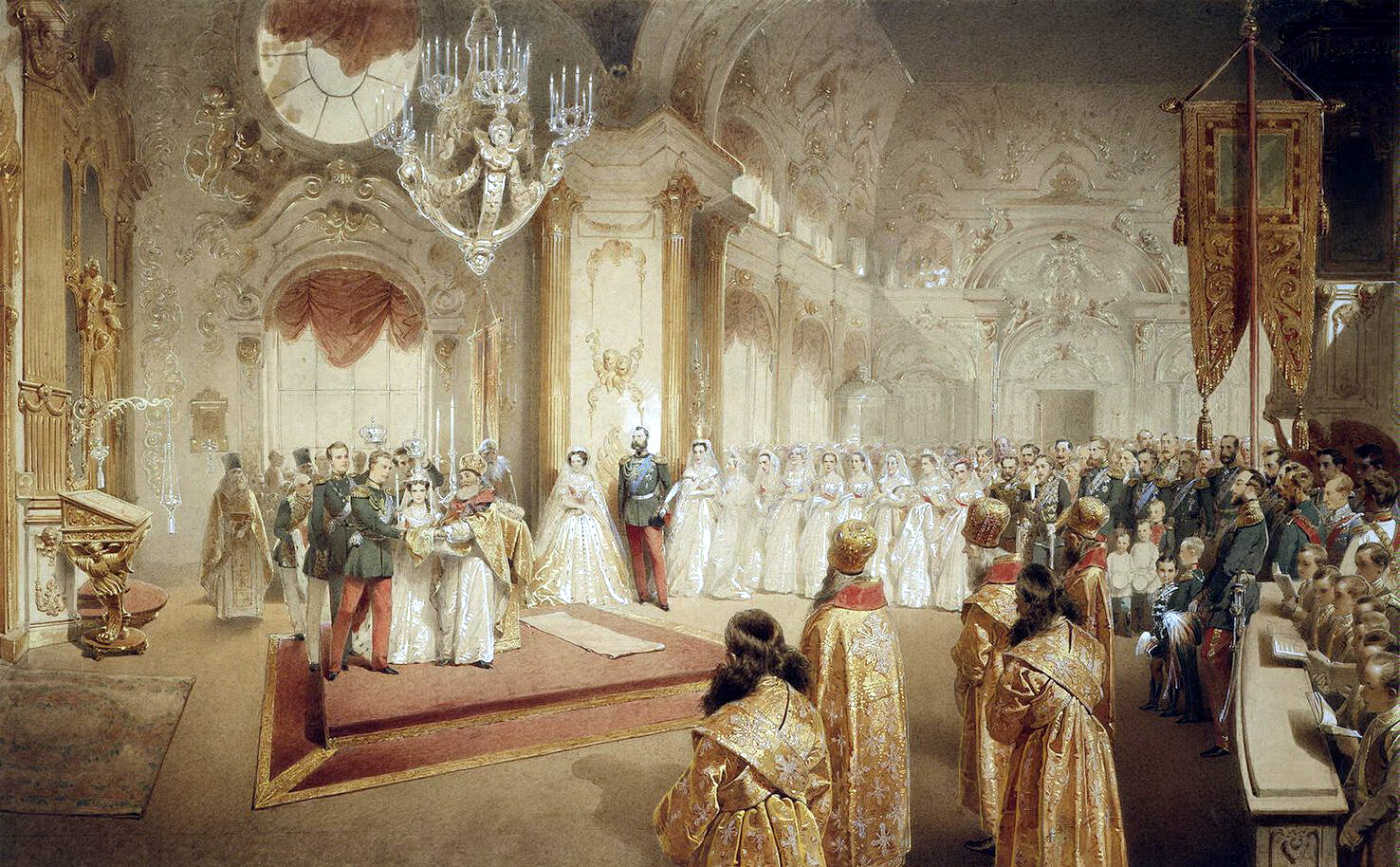
Dagmar és Sándor esküvője 1866. november 1-jén, a Téli Palotában

II. Sándor cár a szláv ideológia jegyében úgy döntött, hogy nem német származású feleséget választ legidősebb fiának, Nyikolaj cárevicsnek. A cár figyelme Dániára irányult, és 1864-ben megállapodott IX. Keresztéllyel, hogy trónörökös fia és Dagmar összeházasodnak. Nyikolaj cárevics (vagy „Nixa”, ahogy a család becézte) már régóta szerelmes volt Dagmarba, így boldogan utazott el 1864-ben Dániába, hogy hivatalosan is megkérje Dagmar kezét. A nagyherceg azonban még az esküvő előtt, 1865. április 22-én meghalt gümőkórban. A trónörökös (és a szülők) egyik utolsó kívánsága az volt, hogy Dagmar menjen hozzá az öccséhez, a későbbi III. Sándorhoz.
Dagmar a vőlegénye halála után összezavarodott, és egészsége megrendült. Hazautazott a családjához, lassan helyrejött az egészsége, és visszatért az életkedve. II. Sándor és felesége, Marija Alekszandrovna jó kapcsolatot ápoltak Dagmarral, olyannyira, hogy II. Sándor még levelet is írt neki a meggyőzésére.
1866 júniusában Sándor cárevics, Dagmar vőlegényének öccse elutazott Koppenhágába, és megkérte Dagmar kezét. Dagmar eleinte vonakodott beleegyezni a dologba, de aztán mégis igent mondott. Sándor a naplójában így emlékezik meg erről: „Még mielőtt befejezhettem volna a mondandómat, Minni a nyakamba borult és sírni kezdett, és én sem tudtam visszatartani a könnyeimet… Sokat beszélgettünk Nyikolajról és rengeteg emléket idéztünk fel róla.”
Dagmar 1866. szeptember 1-jén hagyta el Koppenhágát. Kronstadtban a cári család meleg fogadtatásban részesítette, és 1866. november 9-én Dagmar összeházasodott Sándor cáreviccsel a szentpétervári Téli Palotában.

## A nagyhercegné, a cárné, az anyacárné
Dagmar az ortodox kereszténységben a Marija Fjodorovna nevet kapta.
Mária hamar megnyerte magának az oroszokat kedvességével és tapintatával. Példátlan népszerűségnek örvendett még az egyszerű parasztok körében is. Volt érzéke a politikához, és nagyon energikus, életteli nő volt. „Gyönyörű, eleven nő volt, aki szerette a finom ruhákat, és akit bűbájos modorral áldott meg a sors – társadalmi szerepre volt teremtve, és mindenki kedvelte őt.”
Annak ellenére, hogy nagyon elkötelezett volt Oroszország iránt, mégsem örült, amikor férje lépett az orosz trónra. Érezte, hogy a monarchia gyenge lábakon áll, és nem akarta, hogy férje arra a sorsa jusson, mint apósa, aki ellen több merényletet is elkövettek, míg végül 1881. március 13-án II. Sándor belehalt a sérülésekbe, melyeket a hintója felrobbantása során szenvedett el.
Sándort és Mariját 1881. május 27-én koronázták meg moszkvai Kremlben. Nem sokkal a koronázás után a cári pár átköltözött Gatcsinába, egy hatalmas palotába, amelyet még II. Katalin építtetett. A csaknem 900 szobás palota körülbelül 50 km-re volt a fővárostól, és rengeteg testőr, katona és rendőr őrizte, nehogy megismétlődhessenek a II. Sándorral történtek. A cári pár tizenhárom éven keresztül lakott Gatcsinában, gyermekeik is itt nőttek fel.

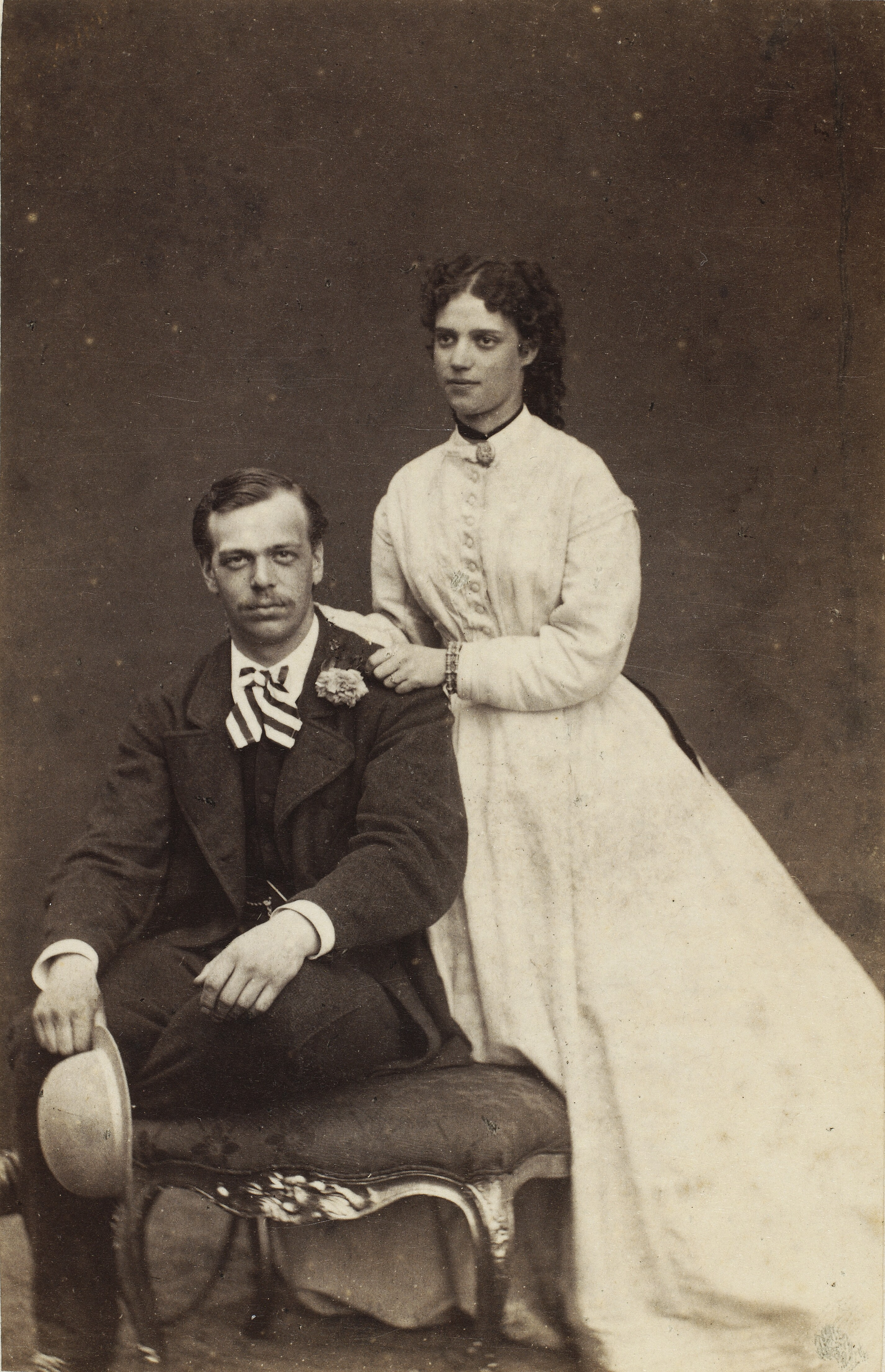
Dagmar és Sándor 1868-ban

Marijának hiányoztak a nagy bálok a Téli Palotában, amelyeket kénytelenek voltak Gatcsinában tartani, hogy III. Sándor is részt vehessen rajtuk. A cárné gyakran találkozott a testvéreivel, főleg kedvenc nővérével, Alexandrával.
A cárné – bár látszólag nem szólt bele férje politikájába – igyekezett az oroszokat Dánia felé fordítani, és gyengíteni az erős német-orosz kapcsolatot. Marija emellett sokat jótékonykodott; és volt egy saját ezrede is.
Vlagyimir Alekszandrovics nagyherceg és bátyja, III. Sándor régóta vetélytársak voltak. Vlagyimir gyerekkorától kezdve uralkodói álmokat dédelgetett, és amikor III. Sándor a bátyja halála után le akart mondani a trónról, nagyon közel került ezeknek az álmoknak a megvalósulásához. Azonban Sándor mégsem mondott le, ez pedig érthetően hatalmas csalódás volt Vlagyimir számára. A testvérek – bár titokban folyamatosan versenyeztek – nem mutatták ki az érzéseiket. A köztük lévő ellenségeskedést feleségeik, a két Marija változtatta nyílt viszállyá. Marija Pavlovna nagyhercegné és Marija Fjodorovna mindenben felül akarták múlni egymást, és szinte semmiben sem értettek egyet. Az oka ennek az volt, hogy Marija Pavlovna és Marija Fjodorovna is igazi vezéregyéniségek voltak, mindketten az első helyet akarták elfoglalni az udvarban, és sokak szerint mindketten remek cárnénak bizonyultak volna.
Marija (akárcsak a férje) ellenezte legidősebb fia, Miklós cárevics választását, ami Alix hessen-darmstadti hercegnőre esett. A cár és a cárné is meg volt győződve róla, hogy Alix félénksége miatt nem való Oroszország trónjára, és nem fogja majd megfelelően ellátni uralkodói kötelezettségeit. Ennek ellenére a jó ideje betegeskedő III. Sándor 1894-ben rábólintott fia döntésére, talán azért, mert érezte közelgő halálát. „Annyira boldog voltam, hogy csak úgy záporoztak örömkönnyeim, és rohantam, hogy mindenekelőtt bejelentsem a hírt Papának… remélem, a drága Alix úgy fog felnézni rám, mint szerető anyjára, aki saját gyermekeként várja őt ölelő karjai közé.” – írta Mária fiának, Miklósnak, amikor a cárevics tudatta őt az eljegyzésről.

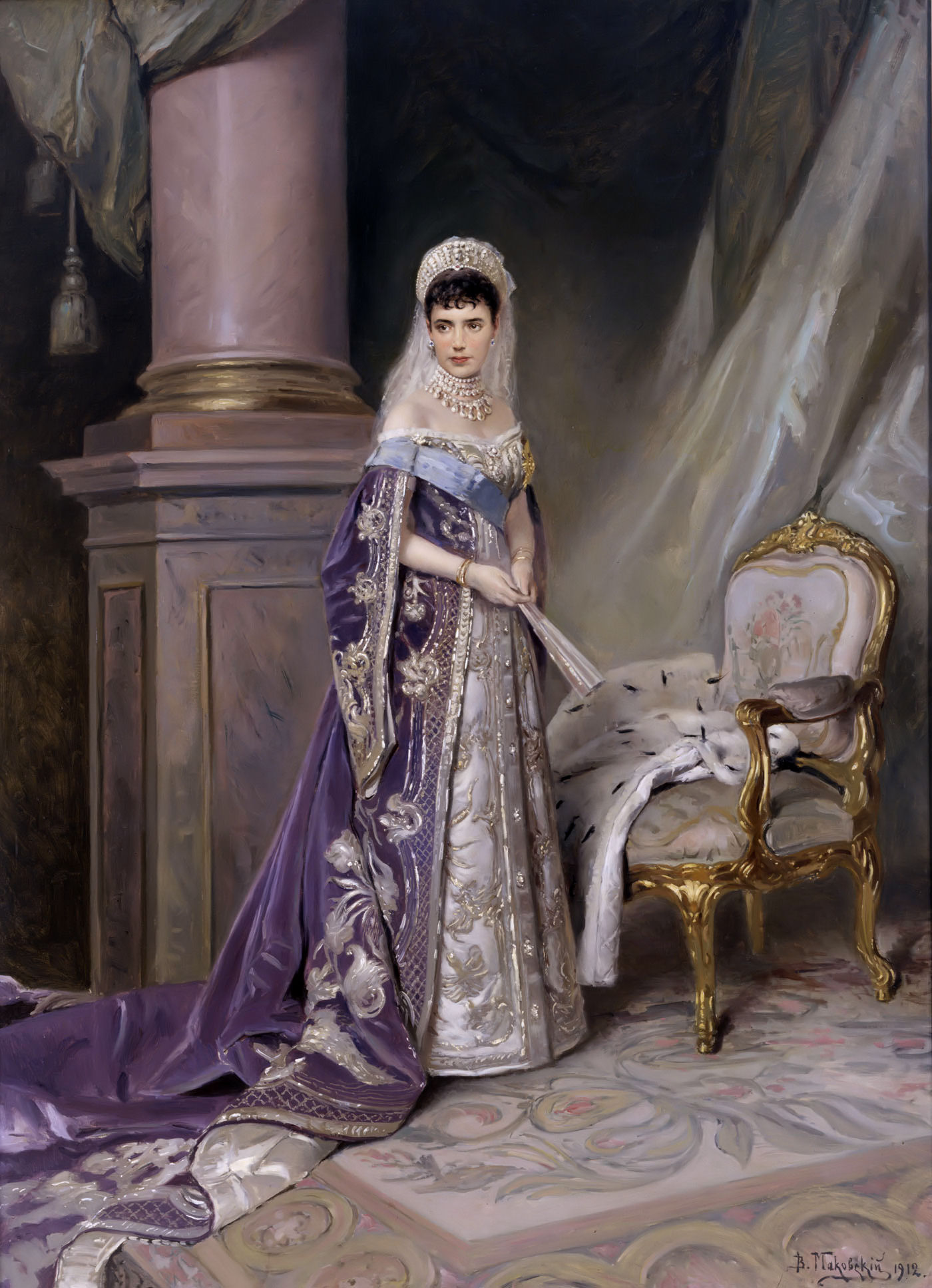
A cárné 1885-ben, Gatcsinában (V. Makovszkij)

Annak ellenére, hogy Alix (Oroszországban Alekszandra Fjodorovna) és Marija is igyekezett jó kapcsolatot kialakítani a másikkal, a két cárné nem kedvelte egymást. Alekszandra és Miklós az esküvőjük utáni pár hónapban Marija Fjodorovnánál laktak, és mind Marija, mind Alekszandra rájött, hogy az egyetlen közös dolog bennük az a Miklós cár iránti ragaszkodásuk és szeretetük. A fiatal Alix egészen 1904-ig csak lányokat tudott szülni Miklósnak, de a dinasztia érdeke megkövetelte, hogy legyen legalább egy fiuk is. Alekszandrán emiatt nagy volt a nyomás, amit a nép, a család, de főleg Marija Fjodorovna fejtett ki rá. Miután megszületett Alekszej cárevics, a  kapcsolat kettejük között javult valamit, de még mindig sokat veszekedtek. Hogy kerülje az összetűzéseket, Marija viszonylag kevés időt töltött Miklóssal és a családjával; helyette inkább a többi rokonával és gyerekével foglalkozott.
1894. november 1-jén Livádiában meghalt III. Sándor. Marija ezután majdhogynem teljesen visszavonult a közélettől, és az Anyicskov-palotába költözött. Gyermekeire ettől kezdve nagyobb szüksége volt, mint valaha, gyakran tartózkodott a társaságukban. Egyre rendszeresebben utazott el Dániába és Angliába a nénjéhez, és ezeket az utakat nemegyszer valamelyik gyermekével tette meg.

## Mária és a gyermekei
Szása és Minni (ahogy III. Sándor és Marija becézte egymást) házassága tagadhatatlanul boldog volt, annak ellenére, hogy valójában érdekházasságról volt szó. Eleinte ugyan nem jöttek ki jól egymással, és feszült volt kettejük között a viszony, de idővel megismerték és megszerették egymást. Bár III. Sándor zajos, erős, durva természete pont az ellentéte volt a feleségéének, nagyon jól megértették egymást.

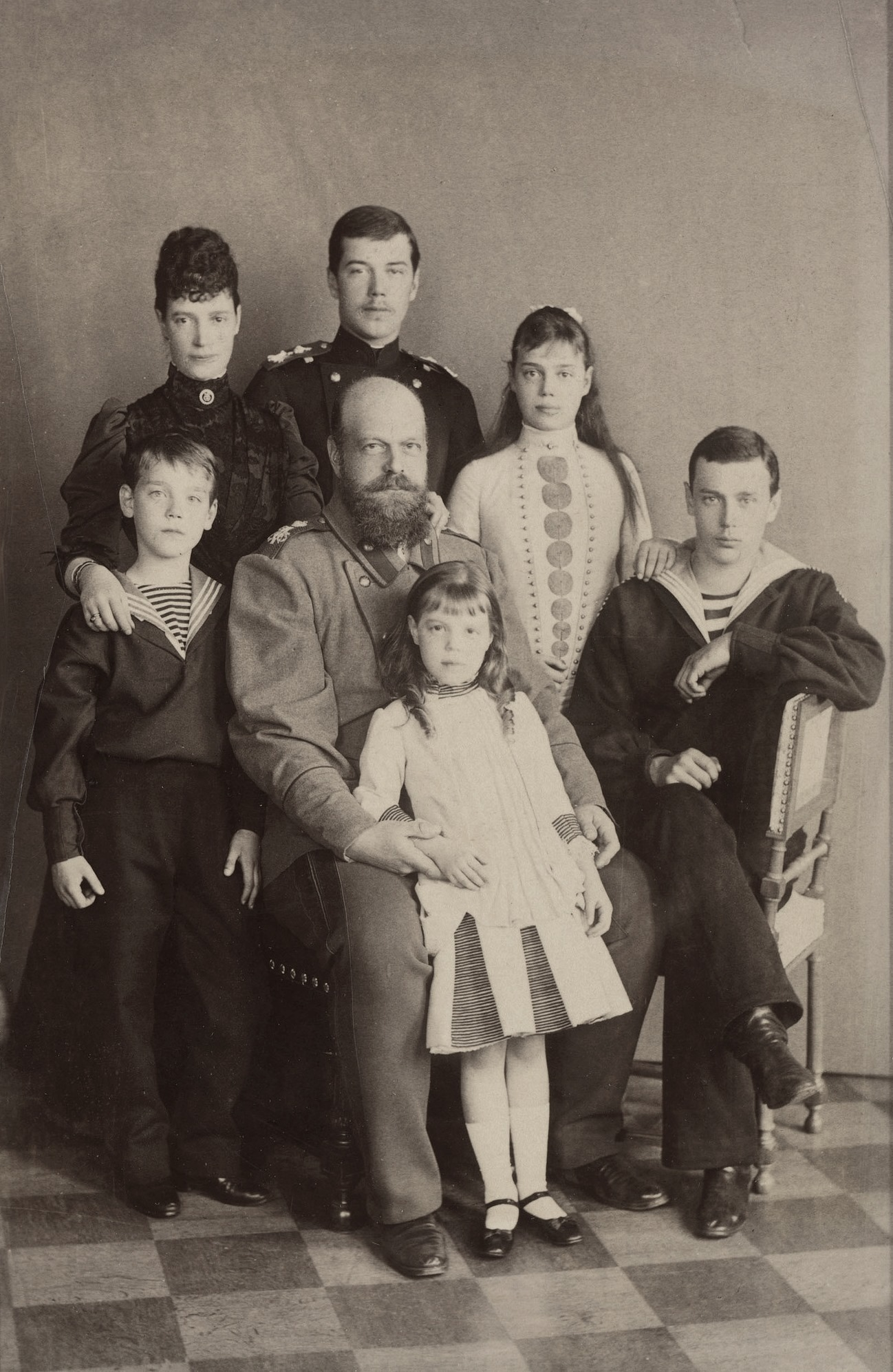
III. Sándor és Marija a gyerekeivel 1888 (balról jobbra: Mihail, Nyikolaj, Marija Fjodorovna, Kszenyija, Olga, Georgij

A cári párnak hat gyermeke született: 1868-ban Miklós (a későbbi II. Miklós), 1869-ben Sándor, 1871-ben Georgij, 1875-ben Xénia, 1878-ban Mihail, és végül 1882-ben Olga. Sándor és Mária második fia, a kis Alekszandr alig egyéves korában, 1870. május 2-án meghalt agyhártyagyulladásban.
Mária, akárcsak a nővérei, zsarnok anya volt. Hatalmas befolyással rendelkezett gyerekei fölött, akik teljesen hozzászoktak az ő irányításához, éppen ezért egyikükből sem lett határozott felnőtt. „A cárné gondos anya volt, aki rajongott a gyermekeiért, ám azt kívánta, hogy azok ne nőjenek fel, és örökké vele maradjanak. Ez a fajta birtoklási vágy talán valami családi vonás lehetett, nővérei ugyanígy csüngtek gyermekeiken: biztosították ugyan boldog felcseperedésüket, ám nem segítették a felnőtté válás folyamatát.” Marija meg akarta tartani a hatalmát még gyermekei felnőttkorában is, és ez sokszor összetűzést eredményezett gyermekei házastársa és őközte.

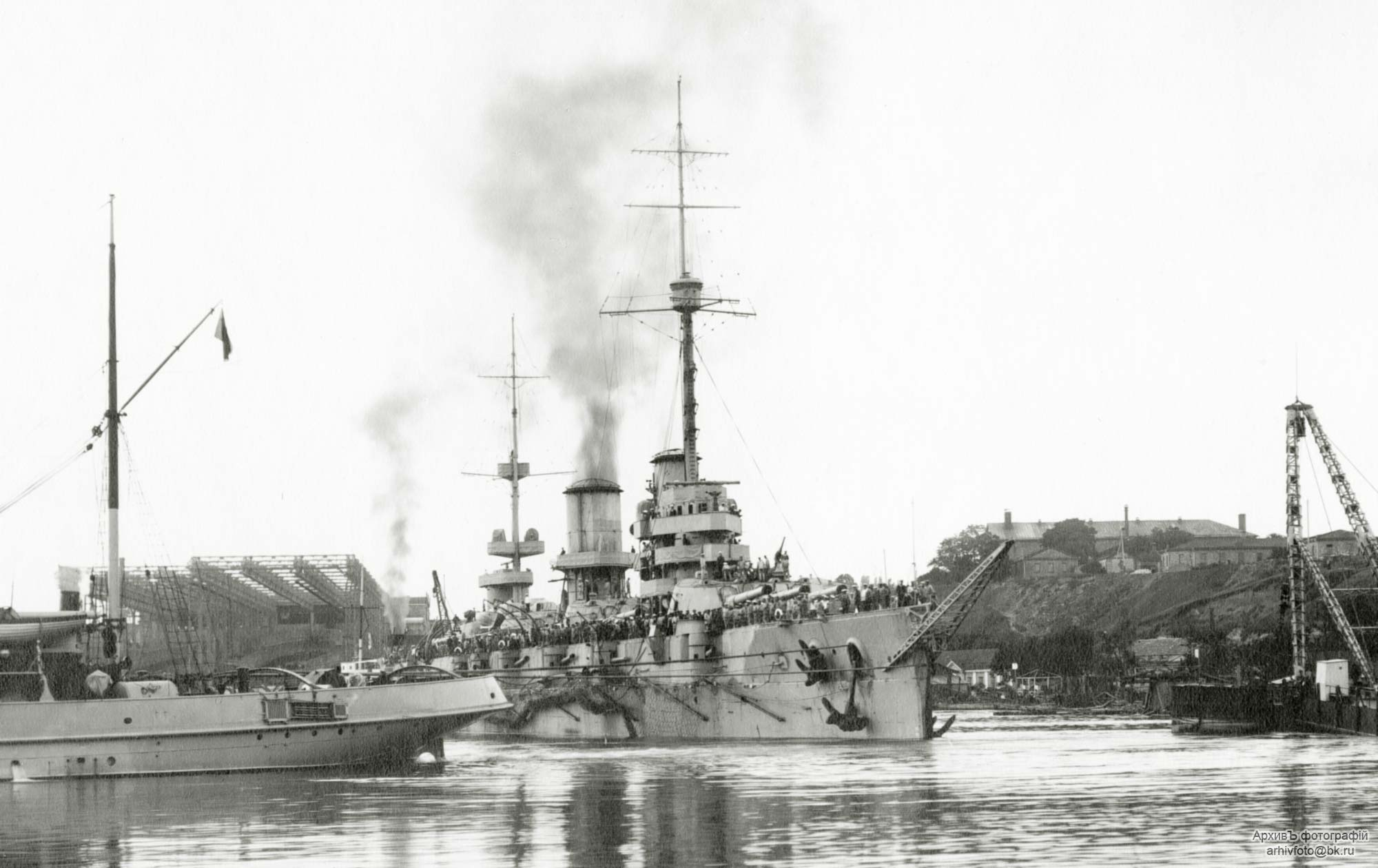
A Marija Fjodorovna orosz cárné tiszteletére elnevezett Imperatrica Marija dreadnought csatahajó, a 3 egységből álló Imperatrica Marija-osztály névadója.

## Orosz forradalom
1917-ben kitört az orosz forradalom, II. Miklós lemondott. Marija találkozott a fiával Mahiljovban, majd utána Kijevbe költözött, ahol a Vöröskereszt szolgálatába állt. Amikor Kijev már túl veszélyesnek bizonyult számára, a Romanov-család néhány tagjával a Krímre menekült. Itt megpróbálta kimenekíteni a többi családtagot a bolsevikok kezei közül. Amikor 1918. július 18-át követően elterjedt II. Miklós kivégzésének híre, Marija teljesen összetört.
Marija először 1917-ben próbálta meg elhagyni Oroszországot, de a kísérlet kudarccal végződött. 1918 novemberében egy brit hadihajó érkezett a Krímre, felajánlva a Romanovoknak, hogy menjenek el. A lehetőséggel azonban csak Alekszandr Mihajlovics nagyherceg és egyik fia élt; a többiek maradtak. Legközelebb 1919-ben próbálkozott meneküléssel, és ekkor már Alexandra nővére és V. György brit király, az unokaöccse is segített neki. A HMS Marlborough nevű hajón hagyta el Oroszországot, az útról pedig Roman Petrovics herceg emlékezett meg:  „Egy óriási teher- és utasszállító hajó került a látóterünkbe… az utolsó hajó, amelynek fedélzetén kivándorlók voltak. A teherhajó lassan elhaladt mellettünk, és hirtelen meghallottuk az „Isten óvd a Cárt” dallamát, a menekültek énekelték. Felismerték a mellvéd mellett álló özvegy cárnét, és Nyikolasa bácsit. Nagybátyám… tisztelgett, kezét az asztrahánprém sapkájához emelve, a cárné keresztet vetett.” Később Marija a Romanovok megmenekült tagjaival Máltán keresztül Londonba ment, majd Hvidøre-ban telepedett le, egy kis villában.

### Kutatások
Marija halála napjáig nem hitt abban, hogy megölték a fiát és a fia családját Jekatyerinburgban. Nem bírta elképzelni, hogy a hajdani népe ennyire ne szeresse és tisztelje őket.
Az 1920-as években rengeteg pénzt áldozott arra, hogy fény derüljön a magukat Anasztaszija nagyhercegnőnek nevező nők rejtélyére. A leghíresebbjükkel, Anna Andersonnal viszont mégsem volt hajlandó személyesen is tárgyalni, mert attól tartott, hogy őt is (akárcsak a többiek nagy részét) csak a Romanovok hatalmas vagyona érdekli.
Megbízta Nyikolaj Alekszejevics Szokolovot, hogy nyomozzon a cári család lemészárlásának ügyében, azonban a találkozót az utolsó pillanatban lemondatta: talán túl nehéz lett volna elviselni neki az igazságot.

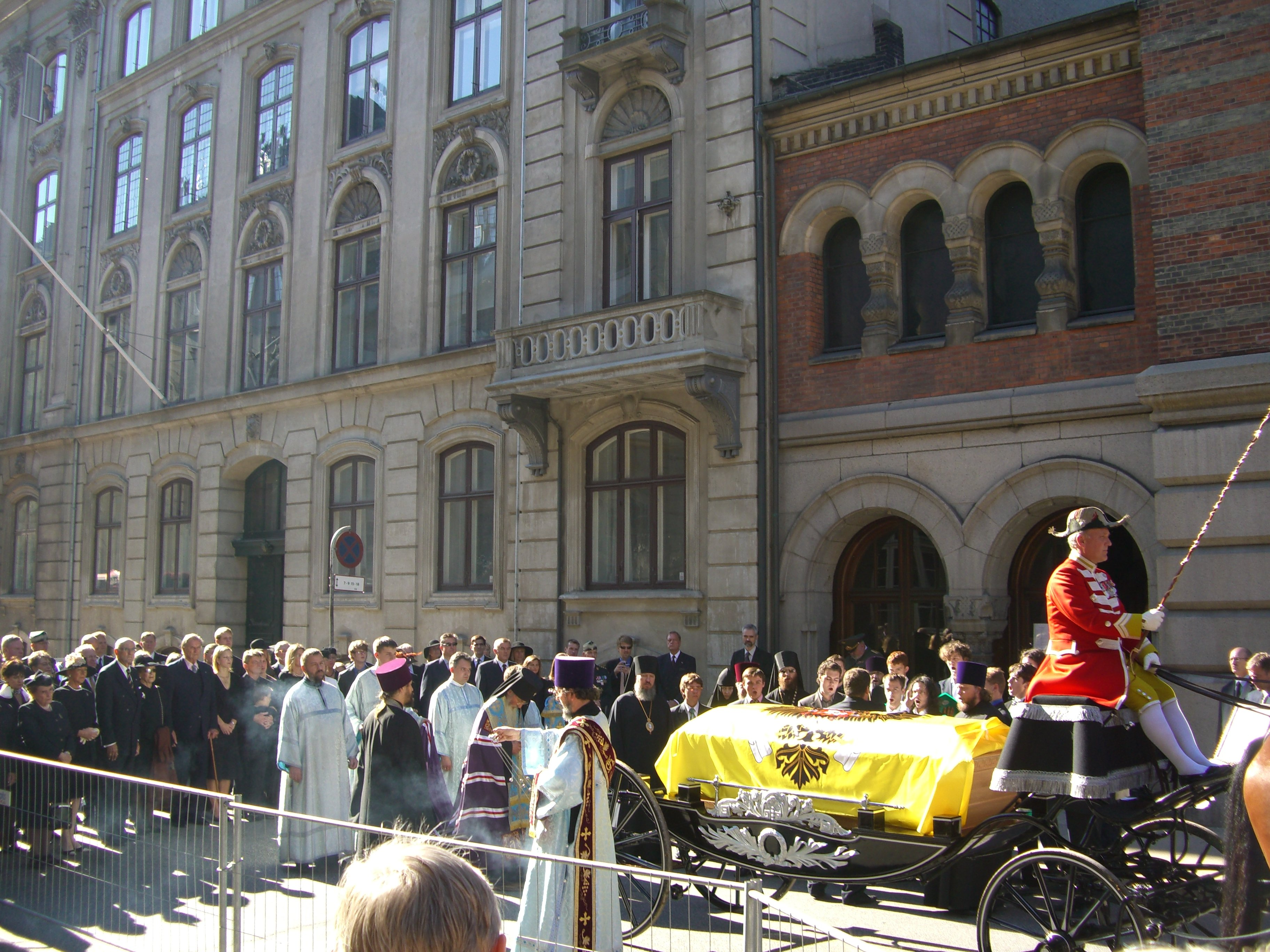
Marija Fjodorovna útja Koppenhágából Szentpétervárra, 2006. szeptember 28-án

## Halála és temetése
Egy rövid londoni illetve máltai tartózkodás után az anyacárné szülővárosába, Koppenhágába költözött. A dán király rendelkezésére bocsátotta a hvidøre-i palotáját, és bár Marija gyakran meglátogatta Alexandra nővérét Angliában, élete hátralevő részét itt élte le. A külföldre menekült oroszok és a Romanovok között továbbra is ő volt a legnépszerűbb személy, de visszavonultan, Olga lányának társaságában élt.
1925 novemberében meghalt Marija kedvenc nővére, Alexandra. Marija számára ez volt az utolsó csapás, amit el tudott viselni. 1928. október 13-án, rövid betegeskedés után elhunyt. Halálos ágyánál jelen volt mindkét lánya, Olga és Kszenyija is. A koppenhágai orosz ortodox egyház szertartása után a Roskildei székesegyházban temették el.
2006. szeptember 23-án azonban a Vlagyimir Putyin és II. Margit dán királynő között létrejött megállapodásnak köszönhetően a cárné maradványait kiemelték a székesegyházból, hogy hazaszállítsák Oroszországba. 2006. szeptember 28-án a cárnét végakaratának megfelelően, ünnepélyes keretek között örök nyugalomra helyezték a Péter-Pál-székesegyházban, ahol fia családja és férje is nyugszik.

## A cárné festményei

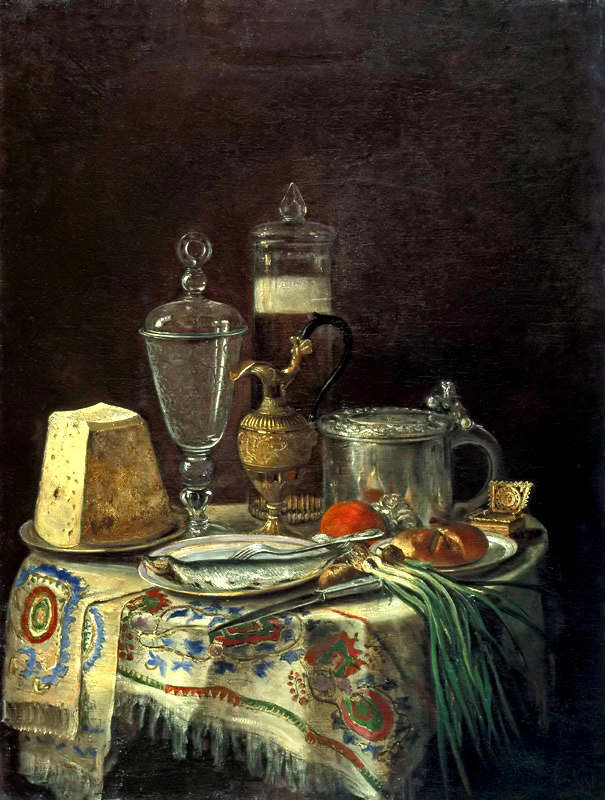
Csendélet (1868)
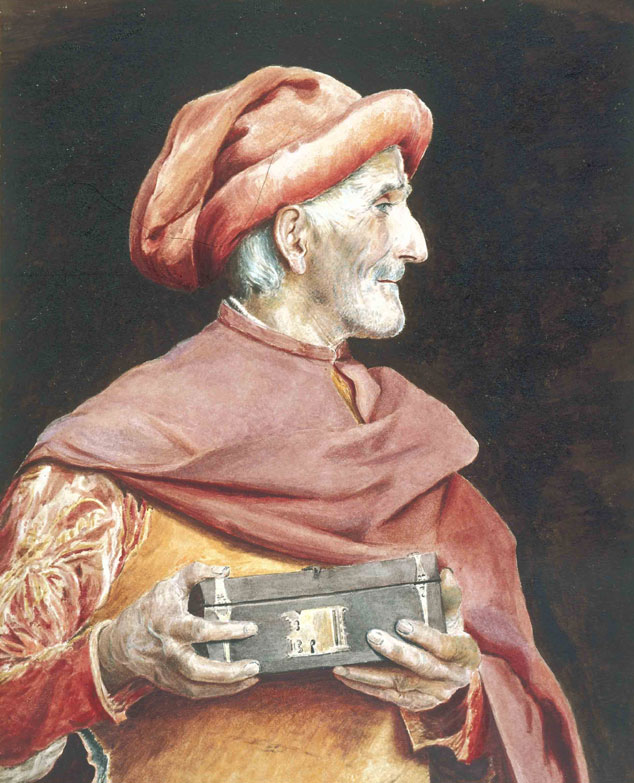
A fösvény (1890)